# Lötstützpunkt

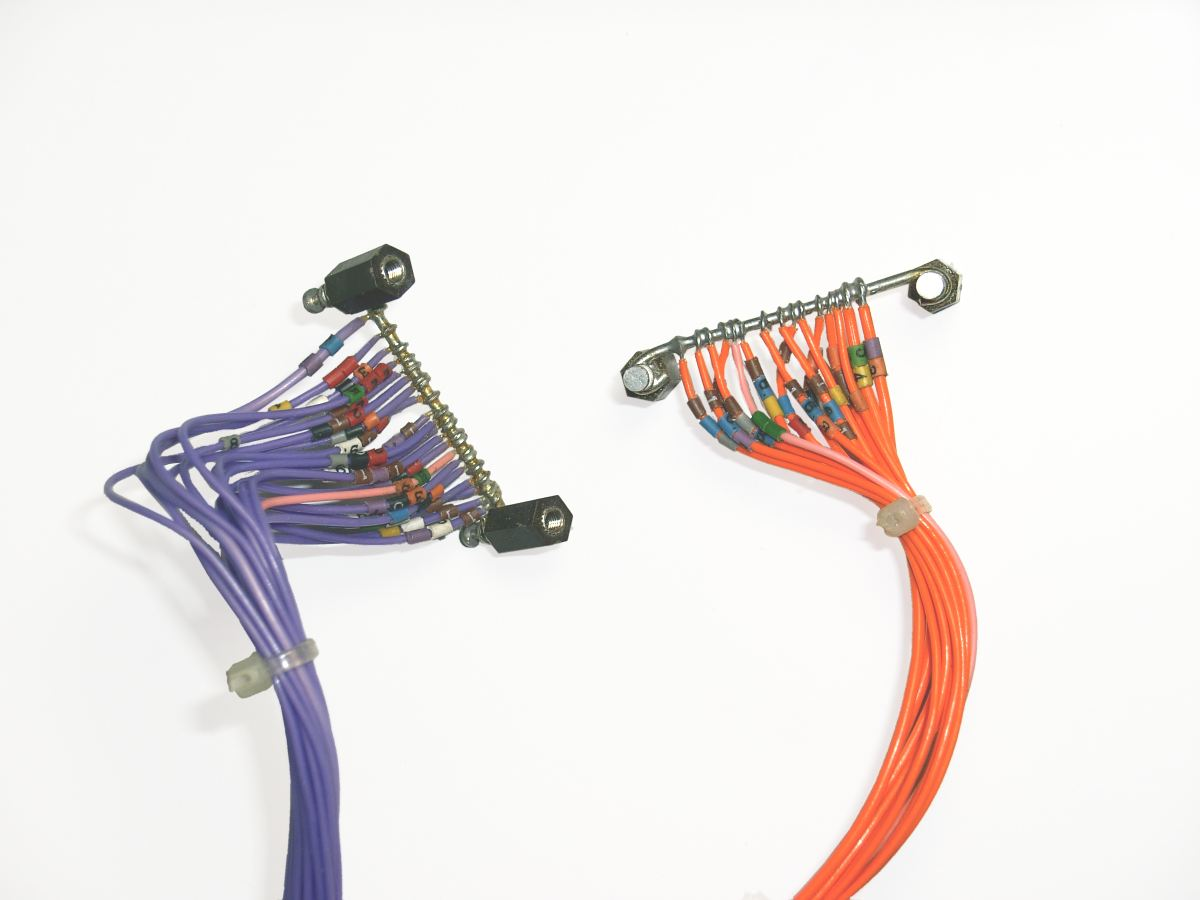
Lötstützpunkte, hier mit einem starken Draht erweitert zur übersichtlichen Aufnahme vieler Lötverbindungen

Lötstützpunkte sind Bauteile, an denen man eine größere Anzahl von Drähten oder Litzen elektrisch leitend (meist durch Löten) befestigen kann. Durch Klemm- oder Schraubverbindungen an einem Gehäuse oder Chassis befestigt, werden durch isolierende und wärmebeständige Materialien leitende Stifte gehalten. Der Isolator ist oft ein Zylinder mit einem sechseckigen Grundriss im metrischen Schlüsselmaß, um bei der Montage den Kräften der Verschraubung entgegenwirken zu können. Auf dem verzinnten Stift aus Kupfer oder Messing kann entweder direkt aufgelötet werden, oder bei Notwendigkeit (zum Beispiel bei der Verteilung von Kleinspannungen an viele Verbraucher) eine durch einen starken Draht erweiterte Plattform aufgebaut werden. 
Lötstützpunkte können mehr Verbindungen aufnehmen als Lötösen oder Lötstifte, haben aber mit der Verbreitung von Leiterplatten ihre Bedeutung in der Elektrotechnik/Elektronik weitgehend verloren.